# Кемме, Табеа
Табеа Кемме (нем. Tabea Kemme; род. 14 декабря 1991, Штаде, Нижняя Саксония) — немецкая футболистка, выступавшая на позиции полузащитника за английский клуб «Арсенал» в Женской суперлиге Футбольной ассоциации до января 2020 года и за женскую сборную Германии. Она также 12 лет отыграла за немецкий клуб «Турбине».
На юношеском уровне и в первых двух сезонов своей взрослой карьеры Кемме играла на позиции нападающей. Она перешла на более оборонительные игровые позиции, выступая за сборную Германии до 20 лет на чемпионате мира по футболу среди девушек до 20 лет 2010 года. Два гола Кемме за «Турбине», оба с дальнего расстояния, были включены Немецким футбольным союзом в шорт-лист 10 лучших женских голов сезона 2014/2015.
Кемме совмещала свою футбольную карьеру с учёбой в полицейском колледже Бранденбурга.

## Ранняя биография
Табеа Кемме посещала Потсдамскую спортивную школу имени Фридриха Людвига Яна, которая имеет элитную программу для девочек-футболисток. Школа обладает очень тесные связи с футбольным клубом «Турбине».

## Клубная карьера
В 2006 году Кемме начала тренироваться и играть в юношеских командах «Турбине», а в 2008 году она добилась включения в состав основной команды клуба, в котором она провела в общей сложности 12 лет.
В июле 2018 года 27-летняя футболистка перешла в английский «Арсенал». Из-за постоянных травм Кемме объявила о своём уходе из профессионального футбола 14 января 2020 года.

## Карьера в сборной
Впервые Кемме была вызвана в состав женской сборной Германии для участия в отборочном матче женского чемпионата Европы 2013 года против Румынии 22 октября 2011 года, но она не вышла на поле в этой игре. Дебютировала же она за национальную команду в победном (8:0) матче с Хорватией, прошедшем 27 ноября 2013 года в рамках квалификации женского чемпионата мира 2015 года. Она заменила Леони Майер на 76-й минуте встречи. Кемме была включена в состав сборной Германии на чемпионат мира 2015 года и сыграла на этом турнире 6 матчей.
Она была одним из стартовых защитников сборной Германии на летних Олимпийских играх 2016 года, проведя полностью все матчи своей команды на этом олимпийском турнире кроме одного. Кемме стала в составе сборной олимпийской чемпионкой.

### Голы за сборную
| Голы Кемме за сборную Германии | Голы Кемме за сборную Германии | Голы Кемме за сборную Германии     | Голы Кемме за сборную Германии | Голы Кемме за сборную Германии | Голы Кемме за сборную Германии | Голы Кемме за сборную Германии |
| #                              | Дата                           | Место                              | Соперник                       | Счёт                           | Итог                           | Соревнование                   |
| ------------------------------ | ------------------------------ | ---------------------------------- | ------------------------------ | ------------------------------ | ------------------------------ | ------------------------------ |
| 1.                             | 18 сентября 2015               | Галле, Германия                    | Венгрия                        | 3-0                            | 12-0                           | отбор чемпионата Европы 2017   |
| 2.                             | 25 октября 2016                | Ален (Баден-Вюртемберг), Германия  | Нидерланды                     | 4-1                            | 4-2                            | товарищеский матч              |
| 3.                             | 16 сентября 2017               | Ингольштадт, Германия              | Словения                       | 4-0                            | 6-0                            | отбор чемпионата мира 2019     |
| 4.                             | 16 сентября 2017               | Ингольштадт, Германия              | Словения                       | 5-0                            | 6-0                            | отбор чемпионата мира 2019     |
| 5.                             | 24 октября 2017                | Аспах (Баден-Вюртемберг), Германия | Фарерские острова              | 2-0                            | 11-0                           | отбор чемпионата мира 2019     |
| 6.                             | 24 октября 2017                | Аспах (Баден-Вюртемберг), Германия | Фарерские острова              | 3-0                            | 11-0                           | отбор чемпионата мира 2019     |

Источник:

## Достижения

### Клубные
Турбине
- Победительница Лиги чемпионов УЕФА: 2009/10
  - Финалистка Лиги чемпионов УЕФА: 2010/11
- Чемпионка Германии: 2008/09, 2009/10, 2010/11, 2011/12
- Финалистка Кубка Германии: 2008/09, 2010/11, 2012/13

### Международные
Германия
- Чемпионка мира (до 20 лет): 2010[16]
- 3-е место чемпионата мира (до 17 лет): 2008[17]
- Чемпионка Европы (до 17 лет): 2008[18]
- Победительница Кубка Алгарве: 2014[19]
- Победительница летних Олимпийских игр: 2016